# Luis Gnecco
Luis Enrique Gnecco Dessy (Santiago del Cile, 12 dicembre 1962) è un attore, attore teatrale e attore televisivo cileno di origini italiane.

## Biografia
In televisione è stato protagonista di numerose telenovele, tra cui Villa Nápoli, Jaque mate, Amores de mercado, Brujas, Lola y Soltera otra vez, e serie televisive come Prófugos e Narcos.
Nel cinema si ricordano le sue interpretazioni in Johnny 100 Pesos (1993), No - I giorni dell'arcobaleno (2012), in El Bosque de Karadima (2015) e in Neruda (2016) dove ha interpretato Pablo Neruda.

## Filmografia parziale
- Hay algo allá afuera, regia di Pepe Maldonado (1990)
- Johnny 100 Pesos, regia di Gustavo Graef Marino (1993)
- Sexo con amor, regia di Boris Quercia (2003)
- Buscando a la señorita Hyde, regia di Pepe Maldonado (2003)
- Paréntesis, regia di Francisca Schweitzer e Pablo Solis (2005)
- Padre Nuestro, regia di Rodrigo Sepúlveda (2006)
- Casa de remolienda, regia di Joaquín Eyzaguirre (2007)
- The Black Pimpernel, regia di Åsa Faringer e Ulf Hultberg (2007)
- ChilePuede, regia di Ricardo Larraín (2008)
- Post Mortem, regia di Pablo Larraín (2008)
- El baile de la Victoria, regia di Fernando Trueba (2009)
- Joven y alocada, regia di Marialy Rivas (2012)
- No - I giorni dell'arcobaleno (No), regia di Pablo Larraín (2012)
- Pérez, regia di Álvaro Viguera (2012)
- Paseo de oficina, regia di Roberto Artiagoitía (2012)
- El derechazo, regia di Lalo Prieto (2013)
- The Stranger, regia di Guillermo Amoedo (2014)
- Aurora, regia di Rodrigo Sepúlveda (2014)
- El Bosque de Karadima, regia di Matias Lira (2015)
- La prima luce, regia di Vincenzo Marra (2015)
- Neruda, regia di Pablo Larraín (2016)
- Aquí no ha pasado nada, regia di Alejandro Fernández Almendras (2016)
- Una donna fantastica (Una mujer fantástica), regia di Sebastián Lelio (2017)
- Non uccidere, regia di Claudio Noce - serie TV, episodio 2x09 (2017)
- L'angelo del crimine (El ángel), regia di Luis Ortega (2018)
- L'uomo del labirinto, regia di Donato Carrisi (2019)
- Masantonio - Sezione scomparsi, regia di Fabio Mollo - serie TV, episodio 1x07 (2021)